# Samuel Stryk
Samuel Stryk, född 22 november 1640 i Lentzen, död 23 juli 1710 i Halle an der Saale, var en tysk jurist. 
Stryk blev juris doktor 1665, ordinarie professor i Frankfurt an der Oder 1668, 1690 i Wittenberg och 1692 i Halle. Både som lärare och skribent förvärvade han sig ett berömt namn – en kallelse till Köpenhamns universitet avslog han –, och han var en av sin tids främsta civilrättslärare. Av hans många skrifter kan nämnas Usus modernus Pandectarum (I–IV, 1690–1712). Det var under inflytande av honom som Christian Thomasius tog upp kampen mot häxprocesserna.